# Colombina
Colombina es el personaje femenino de mayor presencia en la Commedia dell'Arte. En el juego               de tramas tejidas entre "criados" (zanni), "amos" ("vecchi") y "enamorados", Colombina es compañera y musa entre los sirvientes, tentación y cebo para los viejos, confidente y aliada de las jóvenes amas. Su especial proyección entre las otras «zagna» (criadas), se debe a su desarrollo en el modelo francés de la Comédie Italienne y a Goldoni que fijó este personaje en la comedia italiana del siglo XVIII. A menudo se la confunde o se mixtifica con otras criadas como Coralina (más dinámica) y Esmeraldina (más intrigante).

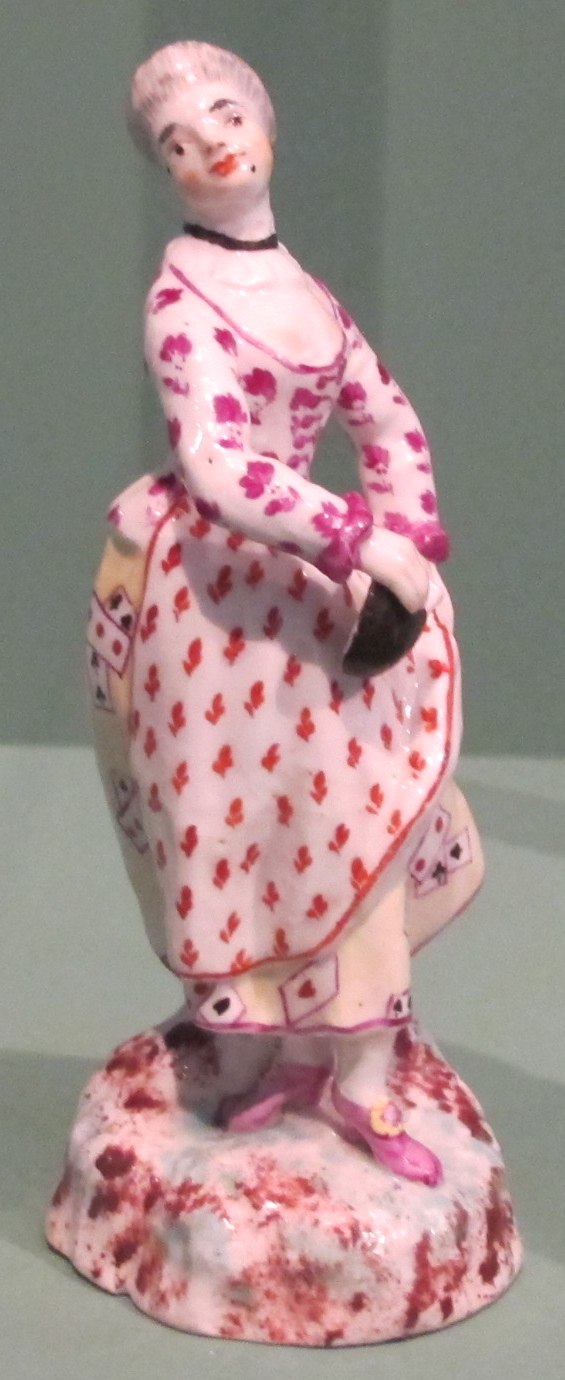
Porcelana del s.XVIII, Germanisches Nationalmuseum (Limbach).
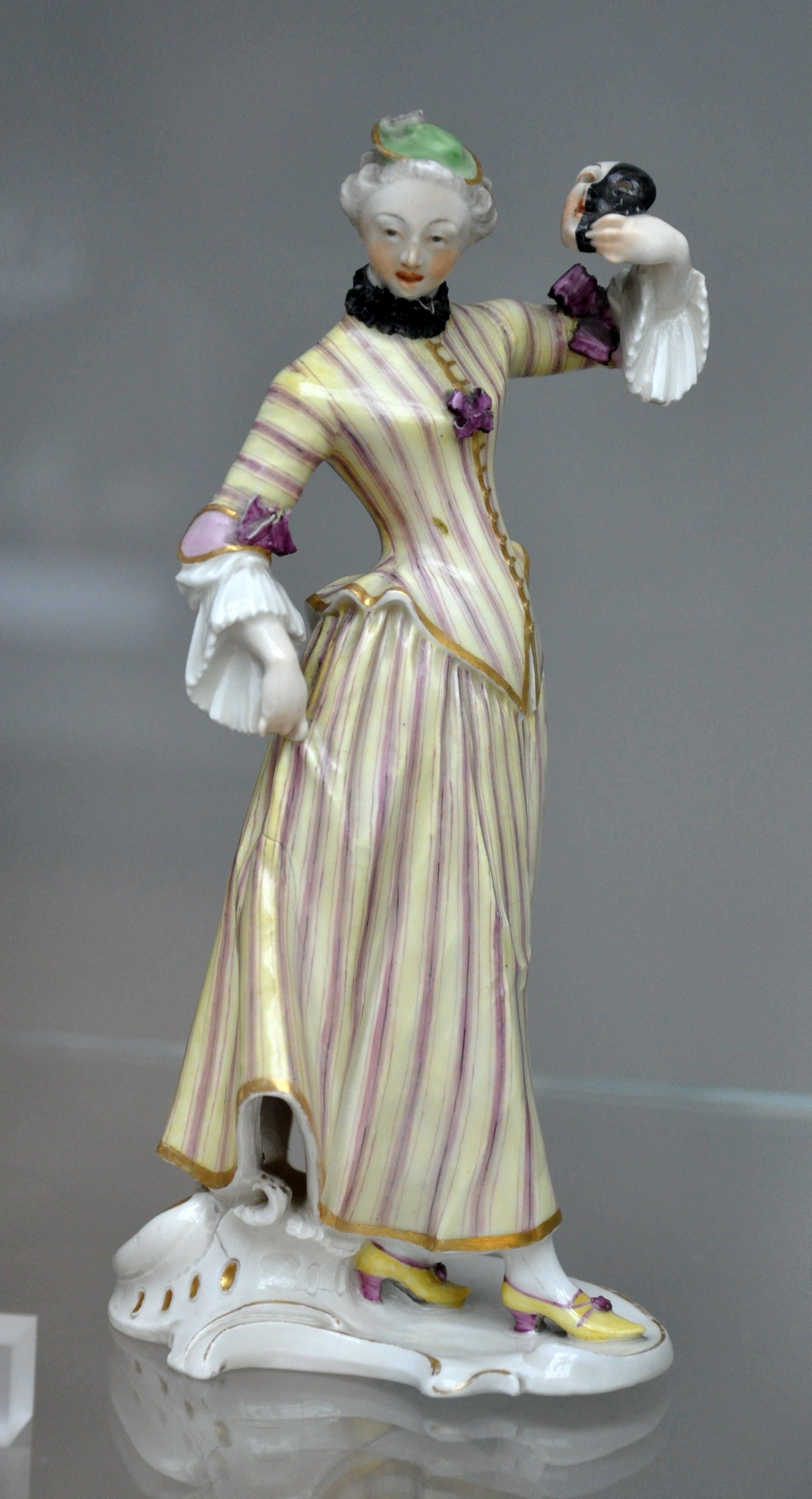
Porcelana de Nymphenburg (hacia 1765). Museo Victoria y Alberto, Londres.
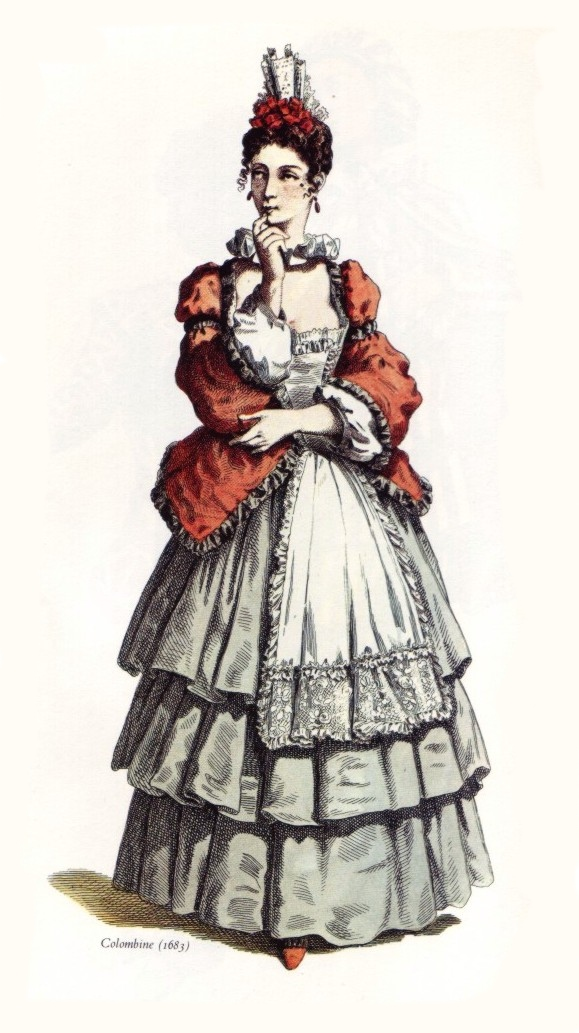
Colombina según Maurice Sand, en su libro Masques et bouffons (1860).

## Características
En su original en italiano, "Colombina" (palomita), y en francés, "Colombine", es un personaje que por lo general aparece sin máscara de la Commedia dell'Arte. Como la mayoría de las criadas, habla con acento toscano y es miembro de una familia tan numerosa y pobre que no puede alimentarla. Viste de campesina, bien un traje raído, bien vestidos de colores; cuando se presenta como "Arlequina", suele llevar un traje parecido al romboidal convencional de "Arlecchino".
Colombina alterna el rol de sirvienta (de Pantalone, de sus hijos o del dottore), con el de celestina de su señora, "Isabella", "Rosaura" o la innamorata del enamorado de turno, llámese "Lelio" o "Florindo", entre otros muchos nombres. Hábil, astuta e ingeniosa, sabe sacar partido de cualquier situación. Goldoni le dio carácter y riqueza humana, sacándola del estereotipo de los zanni.

### Las actrices en lacommedia dell'arte
A pesar del ejemplo conocido de actrices como Isabella Andreini, "famosa por su talento, belleza y virtud", y aceptado el hecho de que, en el pasado, ser comediante era casi sinónimo de maleante, las actrices de la comedia del arte, catalogadas en peores contextos, si cabe, que además actuaban sin máscara, solían recurrir al maquillaje para cambiar su cara y darle carácter al personaje. En algunas sociedades, europeas y norteamericanas, todavía en el siglo XX, el maquillaje ha ido asociado a la mala vida y a la carne de farándula. No así en el teatro en Extremo Oriente.

## En Uruguay
En Uruguay, Colombina es una de las figuras que ha tomado el carnaval y la murga en particular junto a Pierrot —enamorado de Colombina—, Arlequín y Polichinela.